# Cynoscion parvipinnis
Cynoscion parvipinnis is een  straalvinnige vissensoort uit de familie van ombervissen (Sciaenidae). De wetenschappelijke naam van de soort is voor het eerst geldig gepubliceerd in 1861 door Ayres.
De soort staat op de Rode Lijst van de IUCN als Onzeker, beoordelingsjaar 2007. De omvang van de populatie is volgens de IUCN dalend.